# المغرب في الألعاب الإفريقية 2019
شاركت دولة المغرب في الألعاب الأفريقية 2019 التي أُقيمت في العاصمة المغربية الرباط، وذلك في الفترة من 19 إلى 31 أغسطس من عام 2019. وتُعتبر هذه المرة الأولى التي يستضيف فيها المغرب الألعاب الإفريقية بعد حظره منها في عام 1978. وقد حصل المشاركون المغاربة على 31 ميدالية ذهبية، و 32 فضية، و 46 برونزية، واحتل المغرب المركز الخامس في جدول الميداليات.

## تلخيص لأوسمة الشرف

### جدول الميداليات
| الميدالية | اللاعب/ المشترك             | الرياضة / اللعبة | الجنس                                   | التاريخ  |
| ذهبية     | عصام بصو                    | الجودو           | للرجال بوزن 60 كغم                      | 17 أغسطس |
| ذهبية     | شيماء الديناري              | الجودو           | للنساء بوزن 48 كغم                      | 17 أغسطس |
| ذهبية     | بدر سجواني                  | ترياثلون         | للرجال                                  | 24 أغسطس |
| ذهبية     | محمد حموت                   | الملاكمة         | للرجال بوزن 57 كغم                      | 29 أغسطس |
| ذهبية     | نادر عبد الحق               | الملاكمة         | للرجال بوزن 63 كغم                      | 29 أغسطس |
| ذهبية     | طارق العلالي                | الملاكمة         | للرجال بوزن 75 كغم                      | 29 أغسطس |
| ذهبية     | خديجة الماردي               | الملاكمة         | للنساء يوزن 75 كغم                      | 29 أغسطس |
| فضية      | عبد الرحمن بوشيتة           | الجودو           | للرجال بوزن 66 كغم                      | 17 أغسطس |
| فضية      | أحمد المزياتي               | الجودو           | للرجال بوزن 73 كغم                      | 17 أغسطس |
| فضية      | حمزة كبداني                 | الجودو           | للرجال بوزن 81 كغم                      | 17 أغسطس |
| فضية      | سمية عراوي                  | الجودو           | للنساء بوزن 52 كغم                      | 17 أغسطس |
| فضية      | حمزة كبداني                 | الجودو           | للرجال بوزن 81 كغم                      | 18 أغسطس |
| فضية      | محمد المهدي الصادق          | ترياثلون         | للرجال                                  | 24 أغسطس |
| برونزية   | يونس الصديقي                | الجودو           | للرجال بوزن 60 كغم                      | 17 أغسطس |
| برونزية   | لمياء الديناري              | الجودو           | للنساء بوزن 52 كغم                      | 17 أغسطس |
| برونزية   | عزيزة شاكر                  | الجودو           | للنساء بوزن 48 كغم                      | 17 أغسطس |
| برونزية   | صوفيا بلعطار                | الجودو           | للنساء بوزن 63 كغم                      | 17 أغسطس |
| برونزية   | مغربي – دون اسم             | السباحة          | السباحة الحرة للرجال لمسافة 4x100 م     | 21 أغسطس |
| برونزية   | مغربي – دون اسم             | السباحة          | السباحة الفردية المتنوعة لمسافة 4x100 م | 22 أغسطس |
| برونزية   | سارة جولييت سعيدي فراينكارت | التجديف          | للنساء بزوارق فردية لمسافة 500 م        | 22 أغسطس |
| برونزية   | يوسف تيبازي                 | السباحة          | سباحة الفراشة للرجال لمسافة 100 م       | 23 أغسطس |
| برونزية   | يوسف تيبازي                 | السباحة          | السباحة على الظهر لمسافة 50 م           | 23 أغسطس |
| برونزية   | أميمة بلحبيب                | الملاكمة         | للنساء بوزن 69 كغم                      | 28 أغسطس |

| نوع الميدالية تبعاً لنوع الرياضة |    |    |    |         |
| الرياضة                         |    |    |    | المجموع |
| ألعاب القوى                     | 0  | 6  | 5  | 11      |
| الملاكمة                        | 4  | 2  | 1  | 7       |
| الكانوي                         | 1  | 0  | 1  | 2       |
| ركوب الدراجات الهوائية          | 0  | 0  | 1  | 1       |
| الفروسية                        | 2  | 1  | 1  | 4       |
| المبارزة                        | 1  | 2  | 4  | 7       |
| كرة القدم                       | 0  | 0  | 1  | 1       |
| جمباز                           | 0  | 0  | 2  | 2       |
| كرة اليد                        | 0  | 0  | 1  | 1       |
| الكاراتيه                       | 9  | 4  | 2  | 15      |
| الجودو                          | 2  | 5  | 4  | 11      |
| التجديف                         | 0  | 0  | 1  | 1       |
| الرماية                         | 2  | 3  | 2  | 7       |
| بلياردو                         | 3  | 1  | 2  | 6       |
| السباحة                         | 0  | 0  | 4  | 4       |
| التايكوندو                      | 5  | 2  | 4  | 11      |
| كرة المضرب                      | 1  | 2  | 2  | 5       |
| ترياثلون                        | 1  | 1  | 0  | 2       |
| كرة الطائرة                     | 0  | 1  | 1  | 2       |
| رفع الأثقال                     | 0  | 1  | 4  | 5       |
| المصارعة                        | 0  | 1  | 3  | 4       |
| المجموع                         | 31 | 32 | 46 | 109     |

| نوع الميدالية تبعاً ليوم إقامة الرياضة |          |   |   |   |         |
| اليوم                                 | التاريخ  |   |   |   | المجموع |
| 1                                     | 16 أغسطس | 0 | 0 | 0 | 0       |
| 2                                     | 17 أغسطس | 2 | 4 | 4 | 10      |
| 3                                     | 18 أغسطس | 0 | 1 | 0 | 1       |
| 6                                     | 21 أغسطس | 0 | 0 | 1 | 1       |
| 7                                     | 22 أغسطس | 0 | 0 | 2 | 2       |
| 8                                     | 23 أغسطس | 0 | 0 | 2 | 2       |
| 9                                     | 24 أغسطس | 1 | 1 | 0 | 2       |
| المجموع                               | المجموع  | 3 | 6 | 9 | 18      |

## رياضة الرماية
وشارك في هذه الرياضة عمر البوسوني ، إسماعيل العلوي ، محمد بن جلون ، ملك شريف ، لبنى فرفرة ، ومريم زمخخ. ولكن لم يفز أيً منهم بأي ميداليات.

## ألعاب القوى

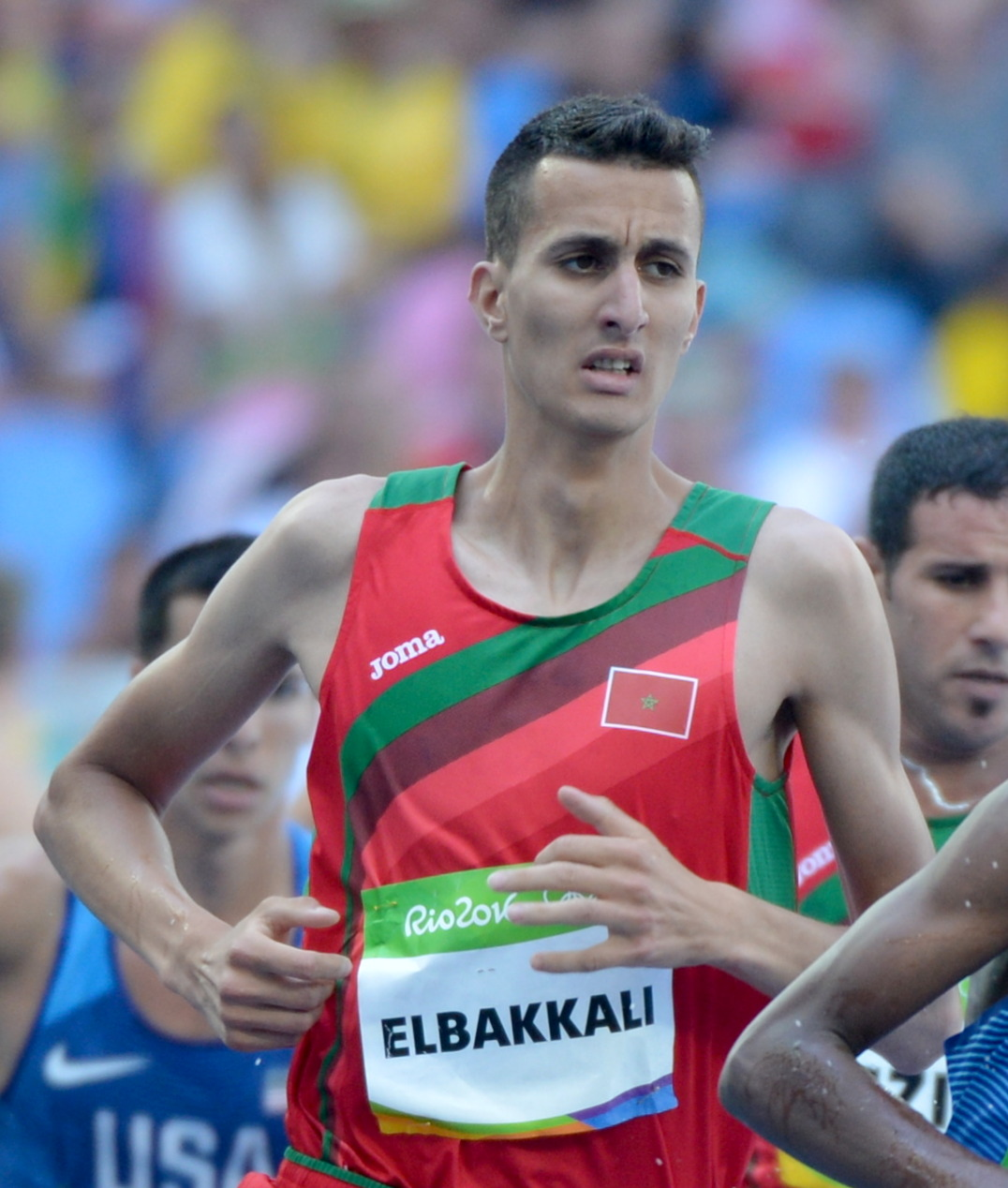
سفيان البقالي (2016)

وفاز الرياضيون الذين يمثلون المغرب في ألعاب القوى بستِ ميدالياتٍ فضية وخمسُ نحاسيات، وإحتلت المغرب المركز الرابع عشر في جدول الميداليات لألعاب القوى.
وفاز محمد رضى الأعرابي بالميدالية الفضية في رياضة نصف ماراثون للرجال، كما وفاز حمزة سهلي بالميدالية البرونزية في ذات الرياضة.
وفاز مروان قاسيمي بالميدالية الفضية في رياضة القفز الطويل للرجال .
وفاز أسامة نبيل بالميدالية البرونزية في سباق 800 متر للرجال.
وفاز سفيان البقالي بالميدالية البرونزية في سباق الحواجز لمسافة 3000 متر للرجال.
وفاز البشير مباركي بالميدالية البرونزية في مسابقة رمي القرص للرجال .
وفاز مروان قاسمي بالميدالية البرونزية في سباق العشاري للرجال .

## تنس الريشة
وشارك المغرب في رياضة كرة الريشة. ولكن لم تفز بأي ميداليات.

## الملاكمة
وفاز المغرب بأربع ميداليات ذهبية، وميداليتين فضيتين، وواحدة برونزية. وإحتلت الدولة المركز الأول في جدول ميداليات الملاكمة.

## رياضة ركوب الكنو
وفازت ليلى بوشير وشيماء كمرة بالميدالية الذهبية في سباق رباعي إناث الكنو لمسافة 200 متر.
كما وشاركن في سباق الكاياك لمسافة 500 متر، إلى جانبزينة أبودال وسلمى خبوت، وفزن بالميدالية البرونزية.

## الشطرنج
ومن المقرر أن يتنافس كل من هشام حمدوشي ومحمد تيسير وفردوس ميار الإدريسي ورانيا السباعي في لعبة الشطرنج.

## الفروسية
وشارك المغرب في رياضة الفروسية وفاز بميداليتين ذهبيتين، وميدالية فضية، وأخرى برونزية.وأما في قفز الحواجز، ففاز المغرب بالميدالية الذهبية. وفي مسابقة القفز الفردي، فجميع الفرسان الفائزون كانوا ممن يمثلون المغرب، إذ فاز الغالي بوقاع بالميدالية الذهبية ، وعبد الكبير وَدار بالميدالية الفضية ، وفاز فينسينت زكريا بورغينيون بالميدالية البرونزية.

## المبارزة
وفاز مبارزون يمثلون المغرب بميدالية ذهبية واحدة، وميداليتين فضيتين، وأربع ميداليات برونزية. وإحتلت المغرب المركز الثالث في جدول الميداليات في المبارزة.

## كرة القدم
وشاركت المغرب في كل من دوري الرجال ودوري النساء . وتنافس فريق الرجال في دور المجموعات ولم يتأهل لنصف النهائي. بينما فاز فريق السيدات بالميدالية البرونزية في بطولتهن.

## جمباز
فاز المغرب بميداليتين في رياضة الجمباز:
الميدالية البرونزية في رياضة الجمباز الأكروباتيكي ،والميدالية البرونزية في الجمباز الفني للرجال، والتي فاز بها نبيل زهير.

## كرة اليد
وشارك كلٌ من المنتخب الوطني المغربي لكرة اليد، والمنتخب الوطني المغربي لكرة القدم النسائية في رياضة كرة اليد. وفاز فريق الرجال بالميدالية البرونزية في بطولة الرجال. ووصل فريق السيدات إلى ربع النهائي.

## الجودو
الجودو للرجال
- 60 كجم: </img> عصام بصو
- 60 كجم: </img> يونس الصديقي
- 66 كجم: </img> عبد الرحمن بوشيتا
- 73 كجم: </img> حمزة كبداني
- 100 كجم :</img> محمد لهبوب

الجودو للنساء
- 48 كجم: </img> شيماء الديناري
- 52 كجم: </img> سمية عراوي
- 52 كجم: </img> لمياء الديناري
- 63 كجم: </img> صوفيا بلعطار

## الكاراتيه
وفاز المنافسون الذين يمثلون المغرب في رياضة الكاراتيه على تسع ميداليات ذهبية، وأربع ميداليات فضية، وميداليتين نحاسيتين. كما وإحتلت المغرب المركز الأول في جدول الميداليات في الكاراتيه.

## التجديف
ومن المقرر أن يتنافس في رياضة التجديف كلٌ من عبد السلام السرموح، وهشام بن عبد الله، ومنال شفوعي، وأشرف العلمي، ومجدولين العلاوي، وعبد الحق إيلامان، وسارة جولييت سعيدي فراينكارت.

## الرماية
وفاز المنافسون الذين يمثلون المغرب في رياضة الرماية بميداليتين ذهبيتين، وثلاثٍ فضيات، وميداليتين برونزيتين. كما وإحتلت المغرب المركز الثاني في جدول الميداليات في الرماية.

## البلياردو
وتنافس كل من أمين أميري، وياسين بلامين، وحكيمة كياسي، ويسرى ماتين في لعبة البلياردو، وفازوا بثلاث ميداليات ذهبية، وميدالية فضية، وميداليتين برونزيتين.

## السباحة
وفاز السباحون الذين يمثلون المغرب بأربع ميداليات برونزية كما يلي:
1. فاز إدريس الحريشي بالميدالية البرونزية في سباق سباحة الظهر للرجال ولمسافة 50 متر.
2. فاز يوسف تيبازي بالميدالية البرونزية في سباق السباحة على الظهر للرجال ولمسافة 100 متر .
3. فاز سهيل حموشان، وإدريس الحريشي، ومروان المريني، وسامي بوطويل بالميدالية البرونزية في سباق السباحة الحرة للرجال ولمسافة 100 متر.
4. فاز إدريس الحريشي، وهبة لكنيت، ويوسف تيبازي، ونورا مانا، وعادل أصواب، وسامي بوطويل بالميدالية البرونزية في سباق السباحة الحرة المختلطة لمسافة 100 متر .

1. كرة الطاولة

وشاركت المغرب في كرة الطاولة.

## التايكوندو
وحققت المغرب خمس ميداليات ذهبية، وميداليتين فضيتين، وأربع ميداليات برونزية في رياضة التايكوندو. وإحتلت المغرب المركز الأول في جدول ميداليات التايكوندو.

## كرة المضرب
فاز لاعبو كرة المضرب الذين يمثلون المغرب بميدالية ذهبية واحدة، وميداليتين فضيتين، وإثنتان نحاسيتين.

## الترياثلون
فاز بدر سوان بالميدالية الذهبية في منافسات الرجال، كماوفاز محمد المهدي صديق بالميدالية الفضية. وشارك نبيل كوزكوز في نفس الرياضة محققاً المركز الخامس.
وشاركت كل من كريمة كانون، وسامية مسافر، وأميمة العتراسي في منافسات السيدات، وإحتلوا المركز الثامن والثاني عشر والثالث عشر على التوالي.
وإحتلت المغرب المركز الرابع في الترياثلون المختلط.

## الكرة الطائرة
شاركالمنتخب المغربي لكرة الطائرة في بطولة الكرة الطائرة للرجال، ولم يتأهل . بينما فاز المنتخب الوطني لكرة الطائرة للسيدات بالميدالية البرونزية في بطولة السيدات .

## رفع الأثقال
فاز المغرب بميدالية فضية وأربع برونزيات في رياضة رفع الأثقال. وفاز عصام حرفي بالميدالية الفضية في سباق رفع الأثقال الحديدية للرجال بوزن 55 كجم . كما وحصل على الميداليات البرونزية في نفس الرياضة. وفاز محمد مولابي بالميدالية البرونزية في منافسة أثقال بوزن 67 كلغ.

## المصارعة
شارك عشرة مصارعين مغاربة في هذه الرياضة.